# Louis-François Portiez
Louis-François Portiez est un homme politique français né le 1er mai 1765 à Beauvais (Oise) et décédé le 28 avril 1810 à Paris.

## Biographie
Homme de loi à Beauvais, il fonde en octobre 1790 le Journal du département de l'Oise qui paraît jusqu'en 1792. En 1791, il est secrétaire de la Société des Amis de la Constitution de Beauvais.
Elu député de l'Oise à La Convention, il vote pour la mort de Louis XVI, mais avec le sursis. Il s'occupe surtout de questions financières. 
Réélu au Conseil des Cinq-Cents le 24 vendémiaire an IV, il est de nouveau comme député de la Seine le 26 germinal an VI. Rallié au coup d'État du 18 Brumaire, il est membre du Tribunat, à compter du 4 nivôse an VIII (25 décembre 1799). Il est nommé professeur, puis doyen de l'école de droit de Paris.

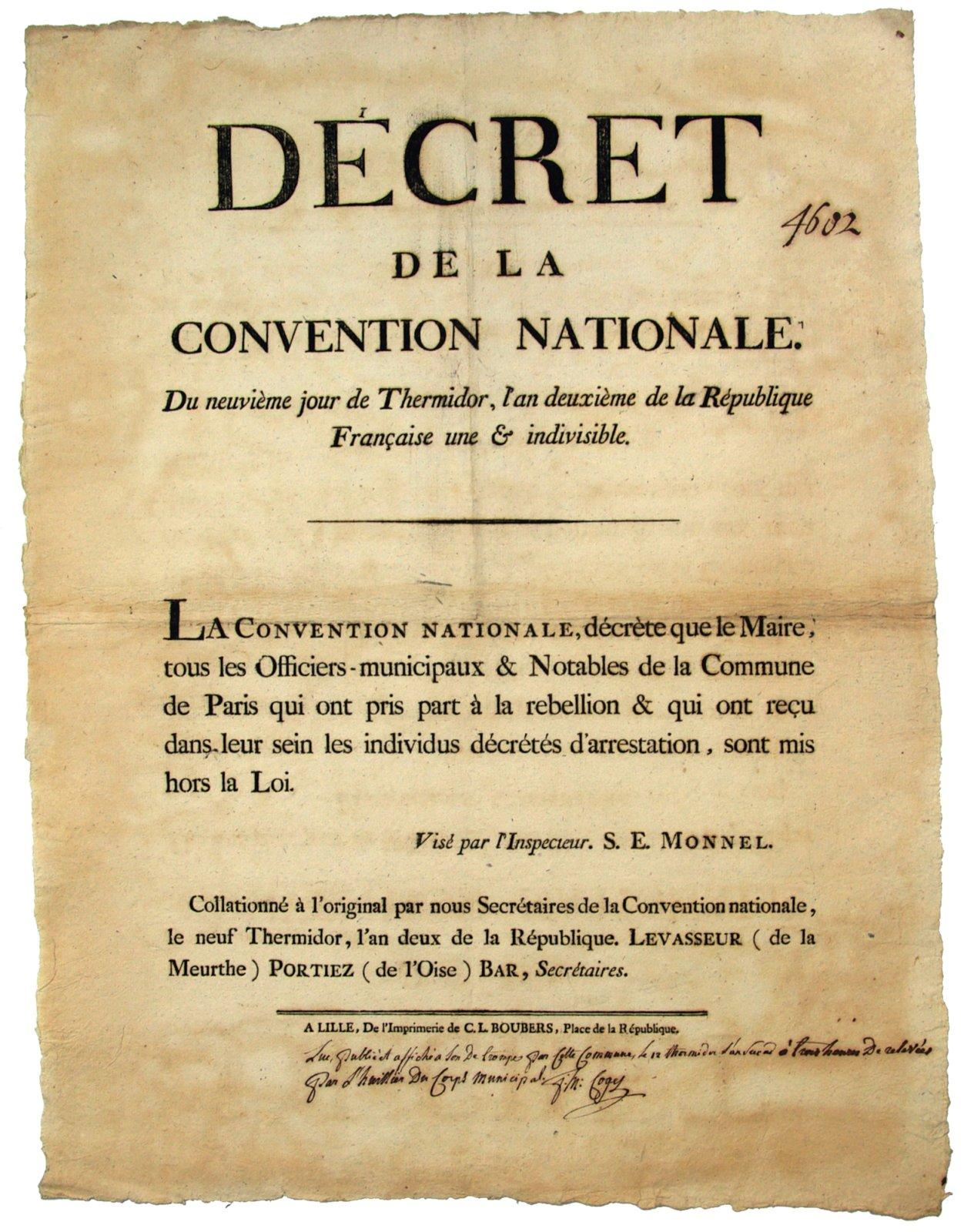
Portiez signataire du décret de la Convention nationale du 9 thermidor An II.

## Publications
- Code diplomatique, contenant le texte de tous les traités faits avec la République française jusqu'à la paix d'Amiens (1802)
- Cours de législation administrative (1802)

## Sources
1. ↑  Cuvilliers Vincent, Moulis Philippe, Fontaine Matthieu, "Portiez, Louis François", dans Dictionnaire des Conventionnels, vol. 2, 2022, p. 942.

- « Louis-François Portiez », dans Adolphe Robert et Gaston Cougny, Dictionnaire des parlementaires français, Edgar Bourloton, 1889-1891 [détail de l’édition]